# (5544) Kazakov
(5544) Kazakov es un asteroide perteneciente al cinturón de asteroides descubierto el 2 de octubre de 1978 por Liudmila Zhuravliova desde el Observatorio Astrofísico de Crimea (República de Crimea).

## Designación y nombre
Designado provisionalmente como 1978 TH6. Fue nombrado Kazakov en homenaje a Matvej Fedorovich Kazakov, arquitecto ruso, uno de los fundadores del clasicismo en la arquitectura rusa en el siglo XVIII.

## Características orbitales
Kazakov está situado a una distancia media del Sol de 2,688 ua, pudiendo alejarse hasta 2,970 ua y acercarse hasta 2,406 ua. Su excentricidad es 0,104 y la inclinación orbital 13,15 grados. Emplea 1610,29 días en completar una órbita alrededor del Sol.

## Características físicas
La magnitud absoluta de Kazakov es 13,2. 